# Стариков, Николай Антонович
Николай Антонович Стариков (21 марта [2 апреля] 1897, Едрово, Валдайский район — 4 июня 1961, Киев) — советский учёный в области горного дела, специалист в области технологии разработки рудных месторождений, профессор (1939), академик АН УССР (1951).

## Биография
В 1924 году окончил Ленинградский горный институт. В 1924—1928 годах работал на рудниках Кривого Рога, одновременно преподавал в Криворожском вечернем рабочем техникуме.
В 1928—1931 годах работал в Уралгипромез. Проектировал горнодобывающие предприятия Урала, участвовал в обосновании строительства и проектировании Бакальского, Высокогорского, Гороблагодатского, Лебяжинского и других карьеров.
Изучал опыт разработки рудных месторождений в США, побывал на железных рудниках Верхнего Озера и на медных в штате Монтана.
В 1931 году Николай Стариков стал заведующим железорудным отделением в Свердловском горном институте, а через год возглавил кафедру и руководил ею пятнадцать лет.
В 1948—1951 годах — в Криворожском горнорудном и Днепропетровском горном институтах. В 1952—1961 годах — заведующий отдела и заведующий лаборатории в Институте горного дела АН УССР.
Умер 4 июня 1961 года. Похоронен на кладбище села Едрово Валдайского района Новгородской области.

## Научные труды
Основные труды по вскрытию и системам разработки рудных месторождений на больших глубинах, борьбе с пожарами на медно-колчеданных рудниках.
- Вскрытие рудных месторождений, 2 изд. / Свердловск, 1957.
- Основы разработки рудных месторождений на больших глубинах / Киев, 1961.

## Награды
- Орден «Знак Почёта»;
- Орден Трудового Красного Знамени;
- медали.